# Hull Paragon Interchange
Il Hull Paragon Interchange è un nodo intermodale che comprende stazione ferroviaria e stazione degli autobus situato a Kingston upon Hull, in Inghilterra, Regno Unito.
L'architetto George Townsend Andrews ha progettato la stazione Paragon e l'adiacente Station Hotel, sono stati aperti nel 1847 per essere il nuovo capolinea Hull visto il crescente traffico della linea ferroviaria York and Nord Midland Railways (Y & NMR) e della linea ferroviaria Hull and Selby Railway (H & S).
Dal 1860 la stazione è divenuta anche il capolinea della linea ferroviaria Hull and Holderness e Hull and Hornsea railways.
All'inizio del XX secolo la Nord Eastern Railway (NER) ha ampliato il deposito e la stazione secondo i progetti di William Bell, a provveduto all'installazione di cinque archi per la creazione del tetto. Nel 1962 il Paragon House (un blocco di uffici) è stato installato sopra l'ingresso principale della stazione, ed è stata sostituita la tettoia in ferro del 1900; gli uffici sono stati inizialmente utilizzati come sede regionale per la British Rail.
La stazione degli autobus è stata eretta adiacente al nord della stazione verso la metà del 1930. Nei primi anni 2000 sono stati fatti dei piani per una integrazione tra la stazione degli autobus e la ferrovia, come parte di uno sviluppo più ampio tra cui anche il centro commerciale St Stephen's, un hotel, alloggi, e un teatro. La nuova stazione, con il nome di "Paragon Interchange" ha aperto nel settembre 2007, integrando le reti ferroviarie, degli autobus e il deposito del 1900 William Bell.
A partire da aprile 2016, la stazione ferroviaria è gestita dal TransPennine Express, che fornisce servizi ferroviari insieme alle companie Northern, Hull Trains e Virgin Trains East Coast.